# Karol Bielecki
Karol Bielecki (Sandomierz, 1982. január 23. –) lengyel válogatott kézilabdázó. Posztját tekintve balátlövő.

## Pályafutása
Pályafutását szülővárosa csapatában a Wisła Sandomierzben kezdte. Két év után 1999-ben a Vive Kielce igazolta le. Kielcében öt szezont töltött, majd 2004-ben Németországba az SC Magdeburghoz került. Három év után 2007-ben a Löwenbe igazolt. Nyolc Bundesliga szezon után visszatért Lengyelországba, korábbi csapatába a Vive Kielcébe. Ezzel a csapattal a lengyel bajnoki és kupagyőzelmek mellett 2016-ban a Bajnokok Ligáját is megnyerte. 2018-as visszavonulását követően utánpótlásedzőként dolgozik.
A lengyel válogatottban 2002-ben mutatkozhatott be. A 2007-es világbajnokságon ezüst, a 2009-es világbajnokságon és a 2015-ös világbajnokságon pedig bronzérmet szerzett a nemzeti csapat tagjaként. Két olimpián vett részt: a 2008-as pekingin és a 2016-os rióin. Ez utóbbin a megnyitóünnepségen Bielecki volt a lengyel csapat zászlóvivője.
2010. június 11-én szemsérülést szenvedett, aminek következtében a bal szemére megvakult. Egy Kielcében rendezett Horvátország elleni barátságos találkozón a meccs 9. percében a horvát Josip Valčić - szándéka ellenére - úgy kapott bele Bielecki bal szemébe, hogy azt az első háromórás, majd az azt követő további műtétekkel sem sikerült megmenteni. Úgy nézett ki, hogy be kell fejeznie a kézilabda pályafutását, azonban nem adta fel és hat héttel sérülését követően visszatért a pályára. A perifériás- és térlátása azonban az operációk után sem tért vissza, így ép szemének kellett átvennie a sérült funkcióit. Azóta egy speciális védőszemüvegben játszik.

## Szezononkénti statisztika
| Szezon    | Klub                          | Liga        | Mérkőzés | Gólok |
| 1999/00   | Strzelec-Lider Market Kielce  | Ekstraklasa | 23       | 42    |
| 2000/01   | Strzelec-Lider Market Kielce  | Ekstraklasa | 31       | 111   |
| 2001/02   | Kolporter-Lider Market Kielce | Ekstraklasa | 31       | 138   |
| 2002/03   | KS Vive Kielce                | Ekstraklasa | 32       | 210   |
| 2003/04   | KS Vive Kielce                | Ekstraklasa | 30       | 180   |
| 1999-2004 | összesen                      | Ekstraklasa | 147      | 681   |
| 2004/05   | SC Magdeburg                  | Bundesliga  | 32       | 189   |
| 2005/06   | SC Magdeburg                  | Bundesliga  | 34       | 130   |
| 2006/07   | SC Magdeburg                  | Bundesliga  | 33       | 156   |
| 2007/08   | SC Magdeburg                  | Bundesliga  | 15       | 70    |
| 2007/08   | Rhein-Neckar Löwen            | Bundesliga  | 19       | 70    |
| 2008/09   | Rhein-Neckar Löwen            | Bundesliga  | 34       | 122   |
| 2009/10   | Rhein-Neckar Löwen            | Bundesliga  | 34       | 155   |
| 2004-2010 | összesen                      | Bundesliga  | 201      | 892   |
| 1999-2010 | ÖSSZESEN                      |             | 348      | 1573  |

## Sikerei

### Válogatottban
- Junior Európa-bajnokság:
  - 1. hely: 2002
- Világbajnokság:
  - 2. hely: 2007
  - 3. hely: 2009, 2015

### Klubcsapatban
- EHF-bajnokok ligája:
  - 1. hely: 2016
- EHF-kupa:
  - 1. hely: 2007
- PGNiG Superliga:
  - 1. hely: 2003, 2013, 2014, 2015, 2016, 2017, 2018
- Lengyel-kupa:
  - 1. hely: 2003, 2013, 2014, 2015, 2016, 2017, 2018
- Bundesliga:
  - 3. hely: 2009